# Famille de Ferrières de Sauvebœuf
Ne doit pas être confondu avec Famille de Ferrières.
La famille de Ferrières de Sauvebœuf est une famille subsistante de la noblesse française originaire du Périgord, maintenue noble d'ancienne extraction en 1666.

## Histoire
La famille de Ferrières, originaire des environs de Salignac en Périgord, paraît tirer son nom de l'ancienne paroisse de Ferrières près de Salignac.
Au XIIe siècle, on trouve dans les cartulaires des différentes abbayes du Limousin et du Périgord, des porteurs isolés du nom de Ferrières, non rattachés aux Ferrières que l'on trouve à Salignac.
Le plus anciennement connu est Guilhem de Ferrières, qui en 1251 est dit chevalier du château de Salignac (un « chevalier de château » est un vassal du sire du château).
D'abord chevaliers du château de Salignac pour une branche éteinte après quelques générations, les Ferrières reçoivent le fief de Sauveboeuf au XIVe siècle, probablement comme dot de Dauphine de Corn, mentionnée en 1374, épouse de Guy de Ferrières, dit de la Brunie.
Selon Gustave Chaix d'Est-Ange, La filiation de la famille de Ferrières de Sauvebœuf est rigoureusement établie à partir de Guy de Ferrières, dit de Montignac, marié par contrat du 15 mars 1411, à Jeanne de Faydit, fille de Jean, seigneur de Tersac, au diocèse de Cahors. Il est qualifié dans un acte du 17 juin 1440 damoiseau, seigneur de la Brunie et de Sauvebœuf, en la paroisse d'Aubas, au diocèse de Sarlat. Il épouse en secondes noces Pétronille Hélie, dont il a un fils, Jehan, qui continue la lignée.
Domingos de Araujo dans Le sang de Louis XIV (1961), Philippe du Puy de Clinchamps (Charondas) dans À quel titre (1970) et Régis Valette dans le Catalogue de la noblesse française (2007), écrivent que la famille de Ferrières de Sauvebœuf est une famille de noblesse d'ancienne extraction avec une filiation noble prouvée remontant à 1483 avec Jean de Ferrières, écuyer, seigneur de Sauvebœuf, de La Brunie, de Pont-Breton, maître des eaux et forêts en Rouergue,,. 
Jean de Ferrières, chevalier, seigneur de Pontbreton, Sauvebœuf, etc., marié à Claude des Cars par contrat passé au château des Cars le 3 octobre 1595, fut nommé chevalier de l'Ordre du roi en 1598, gentilhomme ordinaire de sa maison en 1612 et, enfin, maréchal de camp. Il prit parti pour la reine mère et le duc d'Orléans, dut quitter la France en 1633 et eut sa forteresse de Sauvebœuf rasée cette même année par ordre du cardinal de Richelieu. Il laissa, entre autres enfants, deux fils, Charles-Antoine et Annet, qui furent les auteurs de deux branches.
La branche aînée, éteinte au XVIIIe siècle, a pour auteur Charles-Antoine de Ferrières, seigneur de Sauvebœuf, qui eut une brillante carrière militaire et fut nommé en 1651 lieutenant général des armées du roi. Il fut aussi conseiller du roi en ses Conseils et mourut en 1663. Il fut « connu le premier sous le titre de marquis de Sauvebœuf ». Il épousa en 1625 Marguerite de Pierre-Buffière, héritière de la seigneurie de Pierre-Buffière, première baronnie du Limousin, dont il n'eut pas d'enfants. Il se remaria à Marie-Claude de Rousiers dont il eut deux fils, maintenus nobles en 1666. Sa descendance s'éteignit avec Marie-Anne de Ferrières (morte vers 1765) mariée en 1716 à Charles, marquis de Vassan.
La branche cadette, subsistante, a pour auteur Annet de Ferrières, qualifié baron de Sauvebœuf, de Leybros, du Moulin d'Arnac, etc., maréchal de camp, marié en 1633 à Louise de Tournemine. Son fils, Claude de Ferrières, baron de Sauvebœuf († 1712), fut nommé en 1697 grand sénéchal d'Auvergne. Il résidait au château de Leybros, dans la prévôté de Mauriac en Auvergne et fut maintenu noble en  1666. Il épousa en 1671 Louise-Gabrielle d'Apchon, dont postérité.
Julie Le Brun de Dinteville par son mariage en 1776 avec François de Ferrières (1750-1828) dit le marquis de Sauvebœuf, lui apporta la seigneurie du marquisat de Bligny. Il donne en 1781 en bail la terre de Bligny à Jacques Pierre Nicolas Prestereau, négociant, à la charge d’y faire construire une verrerie à l’emplacement de l’ancien château.
Aux XVIe et XVIIe siècles, la famille de Ferrières eut plusieurs abbés commendataires de l'abbaye de Saint-Amand-de-Coly en Dordogne.

## Armes
- D'argent à un pal de gueules accompagné de 10 billettes du même posées en orle dans le sens de la bordure.[1]

## Titres
Depuis le milieu du XVIIe siècle, la famille de Ferrières de Sauvebœuf porte le titre de courtoisie de marquis de Sauvebœuf (Charles Huet dans son Histoire généalogique de la maison de Ferrières-Sauvebeuf (1903) indique que Charles Antoine de Ferrières est qualifié pour la première fois de marquis de Sauvebœuf vers 1635 et fait la supposition qu’il y eut une érection de la seigneurie de Sauvebœuf en marquisat, mais on n’en trouve aucune trace).
Gustave Chaix d’Est-Ange dans le Dictionnaire des familles françaises anciennes ou notables à la fin du XIXe siècle (1922) écrit que  Charles-Antoine de Ferrières, seigneur de  Sauvebœuf « fut connu le premier sous le titre de marquis de Sauvebœuf, conservé depuis lors par le chef de la famille ».
Un notice dans  L'Intermédiaire des chercheurs et curieux indique : « Au cours du  XVIIe siècle et du  XVVIIe siècle, les Ferrières prenaient le titre de baron, de comte, de marquis de Sauvebœuf, ce qui ne prouve pas d'ailleurs que ce repaire noble eût été régulièrement érigé en fief titré ».
Charles de Ferrières, chevalier des ordres du roi en 1653 fut l'auteur d'une branche dite marquis de Sauvebœuf, éteinte au XVIIe siècle. Son frère, Annet de Ferrières fut l'auteur d'une branche dite comte de Ferrières, qui continua.
Philippe du Puy de Clinchamps (Charondas) dans À quel titre (1970), écrit que le titre de marquis de Sauvebœuf est un titre de courtoisie.
Régis Valette dans le Catalogue de la noblesse française (2007) ne retient pas de titre pour la Famille de Ferrières de Sauvebœuf .

## Personnalités
- Jean de Ferrières, seigneur de Sauvebœuf (mort avant 1571), capitaine et gouverneur du château du château du Hâ à Bordeaux  en 1565.
- Jean de Ferrières, chevalier, seigneur de Sauvebœuf (mort après juin 1618), fils du précédent, maréchal des camps et armées du roi en 1597.
- Charles-Antoine de Ferrières (né vers 1596 et mort en 1664]), dit le marquis de Sauvebœuf, fils du précédent, colonel du régiment de Sauvebœuf cavalerie, lieutenant général des armées du roi[11], chevalier de l’ordre du Saint-Esprit.
- Louis-Jules de Ferrières (1635 - Consarbrück, 1675), dit le marquis de Sauvebœuf, fils du précédent, qui leva le régiment du Dauphin dragons.
- Jean-Nicolas de Ferrières, (~1685 - Barcelone, 1714), dit le marquis de Sauvebœuf, neveu du précédent, colonel du régiment de Blaisois, tombé lors du siège de Barcelone, son nom est inscrit sur l'une des tables de bronze de la Galerie des Batailles à Versailles.
- Louis-François de Ferrières-Sauveboeuf (1762-1814), diplomate et aventurier français.
- François Gustave de Ferrières de Sauveboeuf (1880-1944), officier français, mort en déportation (Flossenbürg).
- Geoffroy de Ferrières de Sauveboeuf (1912-2016), général de brigade aérienne français, combattant des Forces aériennes françaises libres.
- Joseph de Ferrières de Sauveboeuf (1918-1944), officier français, compagnon de la Libération.

## Portraits

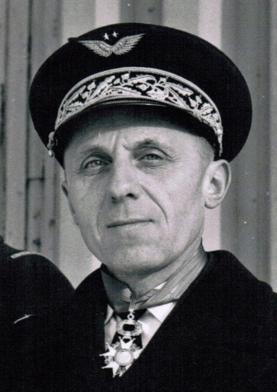
Général Geoffroy de Sauvebœuf
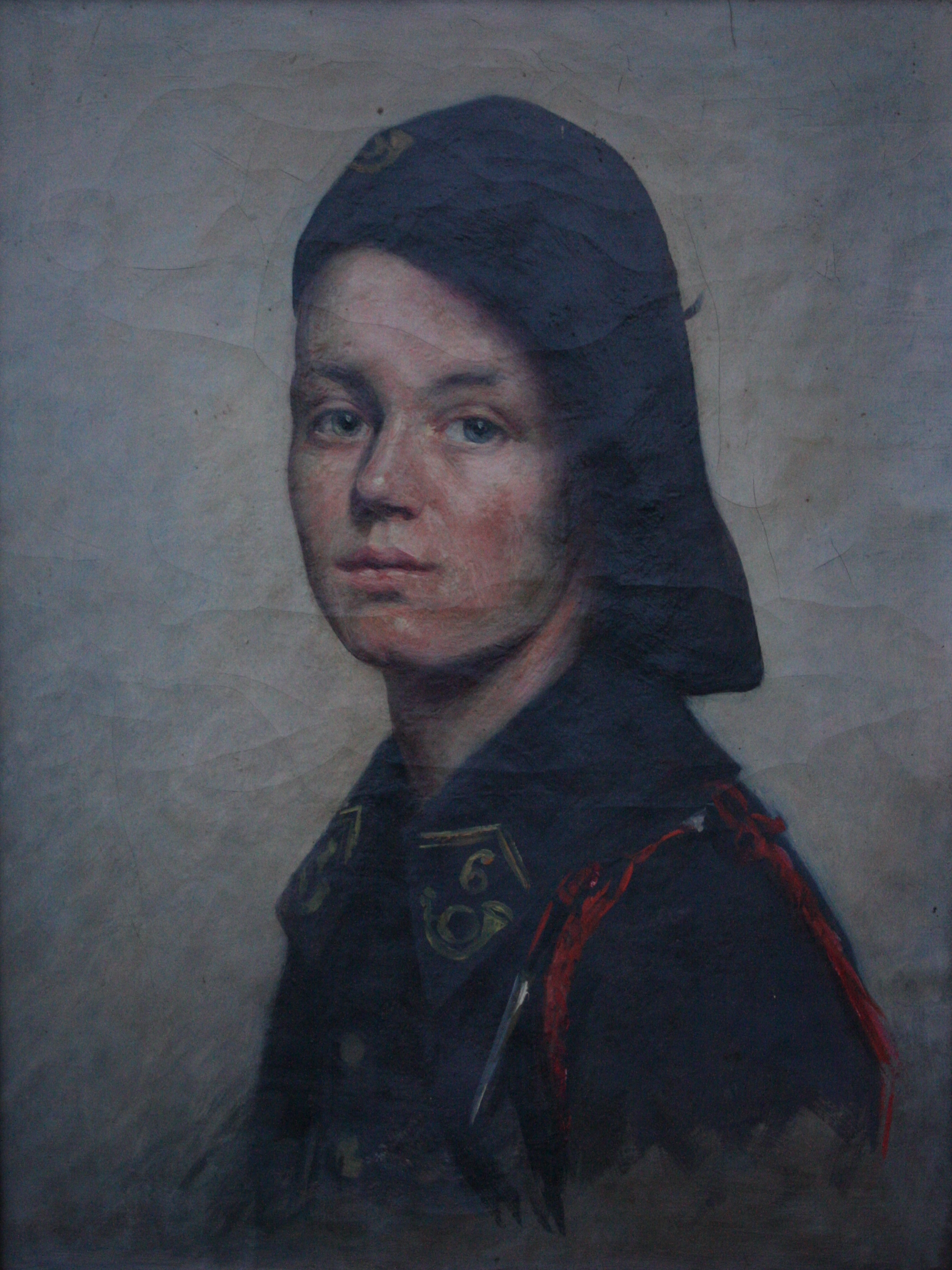
Joseph de Sauvebœuf

## Postérité
- Le nom de Jean-Nicolas de Ferrières (1685-1714) est inscrit sur l'une des tables de bronze de la Galerie des Batailles à Versailles.